# Tom Waes
Tom Yvo Adrien Waes (Merksem, 7 november 1968) is een Belgisch televisiepresentator, televisieregisseur en acteur. Hij is vooral bekend van de programma's Tragger Hippy, Het Geslacht De Pauw, Tomtesterom, Reizen Waes, De Slimste Mens ter Wereld, Wauters vs. Waes, Het verhaal van Vlaanderen en Undercover. Daarnaast is Waes ambassadeur van non-profitorganisatie Sea Shepherd.

## Biografie
Na zijn middelbareschooltijd volgde Waes een jaar Germaanse filologie en vervolgens een tijdje marketing. Hij gooide het daarna over een andere boeg en trok naar Schotland om een diploma van professionele duiker te behalen. Waes ging dan aan de slag als beroepsduiker gespecialiseerd in onderwaterlassen. Als jonge twintiger werkte hij als portier in een Antwerpse discotheek en was hij ooit ook eigenaar van een wijnbar.
Voor Waes bekend werd bij het grote publiek stond hij in 1995 al eens op de planken om medewerkers van Belgacom op een ludieke manier klantvriendelijkheid bij te brengen met een theaterstuk. Drie jaar later was hij redacteur en eindredacteur bij Woestijnvis, waar hij onder andere verantwoordelijk was voor het maken van filmpjes voor De Quizmaster en De laatste show. Hij kreeg ook een rol in de De Zaak Alzheimer. In 2005 steeg zijn bekendheid door zijn rol als de broer van Bart De Pauw in Het Geslacht De Pauw.
Hij speelde mee in de film Buitenspel en maakte samen met Koen Van Impe en Jan Van Looveren het komisch tv-programma Tragger Hippy. In 2007 zat hij in de jury van de eerste reeks van de Comedy Casino Cup.
In 2009 was hij Raketman en met Sofie Van Moll presentator van het Eén-televisieprogramma Hartelijke groeten aan iedereen. In 2009 speelde hij mee in de film SM-rechter en presenteerde hij The One Man Show, een laatavondquiz op Eén. Op 28 april 2010 startte zijn nieuwe programma De Oplichters op VT4. In dit programma lichtte hij, samen met andere bekende Vlamingen, mensen op.
Als regisseur werkte hij onder andere mee aan Via Vanoudenhoven, Alles komt terug, Het Geslacht De Pauw, De Planckaerts en Zonnekinderen.

### Tv- en mediacarrière

#### Tomtesterom
In 2008 kreeg Tom Waes zijn eigen tv-programma Tomtesterom, waarin hij 'How to...'-handleidingen uitprobeert met als doel aan het einde van het programma een bepaalde uitdaging te voltooien. In dit programma lanceerde hij de schlager Dos cervezas, die onmiddellijk als zomerhit gehypet werd. Het laatste optreden van Tom Waes als schlagerzanger was op het dancefestival Laundry Day in Antwerpen op 4 september 2010. In 2011 kwam er toch nog een tweede single Eén is geen uit als bijlage van een eenmalig magazine TOM, dat volledig rond hem draaide. De inkomsten van de single gingen integraal naar Sea Shepherd.
Een van die uitdagingen voor de reeks van 2010 was zijn deelname aan de Marathon des Sables, een loopwedstrijd van 250 km dwars door Marokko, die gelopen werd in 6 dagen. Tom Waes eindigde daarin als 495ste, in een tijd van 48u29'32" met een gemiddelde snelheid van 5,13 kilometer per uur. Tom Waes brak in 2012 het Belgisch record schansspringen, dit was 14 meter vanop een K25. Hij slaagde er ook in, om in het Guinness Book of Records te komen met de competitie "zo snel mogelijk een pizza eten". Ook dit record is ondertussen verbeterd door iemand anders.
In 2012 slaagde hij erin om in de eerste aflevering van het derde seizoen zelf met een Boeing 737 op te stijgen vanop Brussels Airport, in Oostende drie touch-and-go's uit te voeren, om vervolgens opnieuw te landen op Zaventem.
Nog een opmerkelijke prestatie betreft zijn poging om zwemmend het Kanaal over te steken van Dover naar Calais. Hij slaagde erin 22 km ver te geraken maar moest noodgedwongen zijn poging staken ten gevolge van onderkoeling.

#### Reizen Waes
Na drie seizoenen Tomtesterom begon Waes in 2012 met het maken van het reisprogramma Reizen Waes, waarin hij gevaarlijke of opmerkelijke plaatsen bezoekt. Het wordt uitgezonden sinds het najaar van 2013, waarbij in het seizoen 2021 zijn reis door Vlaanderen op basis van kijkertips centraal staat. In Nederland worden de afleveringen uitgezonden door de VPRO. In seizoen 2022 ging hij op reis door Nederland, een productie in samenwerking met de VPRO. Na de coronapandemie kon hij opnieuw buitenlandse reizen maken en in 2022 werden op Eén twee seizoenen van Reizen Waes wereldsteden uitgezonden. 

#### Andere programma's
In 2013 nam Waes samen met Bart De Pauw op de Azoren deel aan het derde seizoen van tv-programma Beste vrienden. Datzelfde jaar verloor hij de voorbeeldproef van Wauters vs. Waes, een gelijktijdig uitgezonden spelprogramma op beide grote Vlaamse zenders waarin hij het namens Eén telkens opneemt tegen VTM-presentator en avonturier Koen Wauters in tien door de kijkers gesuggereerde duels. Door zijn verlies in de voorbeeldproef staat de naam Waes in de titel van het programma na Wauters.
Tussen 2009 en 2017 was hij regelmatig te zien als kandidaat in Mag ik u kussen? op Canvas. 
In 2015 was hij te zien als de vader van de familie Vrancken in de televisiereeks Nieuw Texas. Later dat jaar is hij samen met Cath Luyten presentator van Echt niet OK.
Verder won hij in 2015 De Slimste Mens ter Wereld. In de finale versloeg hij Danira Boukhriss. Eerder in het seizoen nam hij al elf keer deel aan de quiz.
Naar aanleiding van het Wereldkampioenschap voetbal 2018 in Rusland maakte hij een parodie op zijn schlagerlied Dos cervezas, ditmaal Dva vodka genaamd. Het lied kreeg grote belangstelling in België en hij bereikte er ook het Russische nieuws mee.
Waes speelt een hoofdrol als undercoveragent Bob Lemmens in de fictiereeks Undercover. Hij was in 2016 jurylid in De Slimste Mens ter Wereld. In het najaar van 2022 nam hij deel aan De Allerslimste Mens ter Wereld.
In 2023 verscheen Waes als presentator van de docuserie Het verhaal van Vlaanderen waarin hij als tijdsreiziger de kijker meeneemt door de geschiedenis van Vlaanderen.
Hij sprak de stem in voor de documentaire Whale nation over het leven van walvissen, verteld vanuit hun eigen standpunt. Deze film van de Franse regisseur Jean-Albert Lièvre werd uitgebracht in 2023.
Voor het in 2025 uitgezonden seizoen van Kloostergasten leefde Waes enkele dagen samen met kloosterlingen.

### Privé
Waes spreekt naast het Nederlands ook Engels, Frans en Spaans. Sinds 2014 is Waes ook ambassadeur van Unicef. Waes heeft twee kinderen, een zoon en een dochter. 
In de eerste aflevering van de docuserie Het verhaal van Vlaanderen werd het persoonlijke genoom van Tom Waes geanalyseerd door geneticus prof. Maarten Larmuseau van de KU Leuven. Hieruit bleek dat Waes uit 2,1% neanderthaler-DNA bestaat.
In 2024 raakte Waes levensgevaarlijk gewond bij een verkeersongeval in Antwerpen. Dronken achter het stuur reed hij met zijn oldtimer Porsche 911 in op een botsabsorber, waarvan de bestuurder lichtgewond raakte.  Op 26 mei 2025 is hij daarvoor veroordeeld tot een alcoholslot voor 1 jaar, een rijverbod van 3 maanden (waarvan één maand met uitstel), een boete van 2.560 euro en hij moet opnieuw zijn rijexamen afleggen.

## Singles
| Single met hitnotering(en) in de Vlaamse Ultratop 50 | Datum van verschijnen | Datum van binnenkomst | Hoogste positie | Aantal weken | Opmerkingen                                          |
| ---------------------------------------------------- | --------------------- | --------------------- | --------------- | ------------ | ---------------------------------------------------- |
| Dos cervezas                                         | 07-05-2010            | 22-05-2010            | 1(1wk)          | 19           | Radio 2 Zomerhit van 2010 Nr. 1 in de Vlaamse Top 10 |
| Eén is geen                                          | 2011                  | -                     |                 |              |                                                      |
| Dva vodka                                            | 08-06-2018            | 16-06-2018            | tip 5           |              | Nr. 8 in de Vlaamse Top 50                           |

## Prijzen en erkenning
WorldMediaFestival:
- 2015: categorie Travel Documentaries met Reizen Waes.
- 2015: categorie Other Entertainment met The Blacklist.
- 2015: categorie Children/Youth Special Entertainment, een programma voor kinderen waarin Waes zes schijnbaar onmogelijke dromen probeert waar te maken.